# Guy Tracey
Guy Richard Tracey, född 15 april 1896 i Willesden, Middlesex, död 22 november 1965 i Marylebone, Storlondon, var en brittisk bobåkare. Han deltog vid olympiska vinterspelen 1928 i Sankt Moritz och placerade sig på tionde plats.